# Moscato d’Asti

Moscato d’Asti (Flasche 750 ml)

Moscato d’Asti ist ein süßer italienischer Weißwein aus den Provinzen Asti, Cuneo und Alessandria im Piemont. Moscato d’Asti hat seit 1967 den Status einer DOCG, die in der letzten Fassung vom 7. März 2014 datiert. Der Wein dient auch als Grundlage des Schaumweins Asti Spumante, der eine zweite Gärung erfährt. Der Wein ist zum schnellen Genuss gedacht und sollte immer binnen eines Jahres getrunken werden.

## Anbaugebiet
In den drei genannten Provinzen sind folgende Gemeinden für den Anbau zugelassen:
- In der Provinz Alessandria: Acqui Terme, Alice Bel Colle, Bistagno, Cassine, Grognardo, Ricaldone, Strevi, Terzo und Visone
- In der Provinz Asti: Bubbio, Calamandrana, Calosso, Canelli, Cassinasco, Castagnole delle Lanze, Castel Boglione, Castelletto Molina, Castelnuovo Belbo, Castel Rocchero, Cessole, Coazzolo, Costigliole d’Asti, Fontanile, Incisa Scapaccino, Loazzolo, Maranzana, Mombaruzzo, Monastero Bormida, Montabone, Nizza Monferrato, Quaranti, San Marzano Oliveto, Moasca, Sessame, Vesime, Rocchetta Palafea und San Giorgio Scarampi
- In der Provinz Cuneo: Camo, Castiglione Tinella, Cossano Belbo, Mango, Neive, Neviglie, Rocchetta Belbo, Serralunga d’Alba, S. Stefano Belbo, S. Vittoria d’Alba, Treiso, Trezzo Tinella, Castino, Perletto und die Ortsteile Como und San Rocco Senodelvio von Alba.

## Erzeugung
Im Jahr 2017 wurden im gesamten Weinbaugebiet Asti 553.926 Hektoliter DOCG-Wein erzeugt. Die Produktionsfläche und -menge von Moscato d’Asti wurden nicht gesondert aufgeführt.  Moscato d’Asti wird nur aus der Rebsorte Moscato Bianco hergestellt. Außer dem normalen „Moscato d’Asti“ wird auch ein „Moscato d’Asti vendemmia tardiva“ (deutsch: Spätlese) erzeugt.

## Beschreibung
Laut Denomination (Auszug):

### Moscato d’Asti
- Farbe: mehr oder weniger intensives strohgelb
- Geruch: charakteristisch, Duft von der Muskat-Traube
- Geschmack: süß, aromatisch, markant, manchmal vibrant
- Alkoholgehalt: mindestens 4,5–6,5 Volumenprozent (der Wein muss mindestens 11 Vol.-% potentiellen Alkoholgehalt haben. Mindestens 1/3 des Zuckergehalts wird nicht vergoren und verbleibt als Restsüße im Wein)
- Säuregehalt: mind. 4,5 g/l
- Trockenextrakt: mind. 15 g/l

### Moscato d’Asti vendemmia tardiva
- Farbe: goldgelb
- Geruch: fruchtig, sehr intensiv, charakteristisch für getrocknete Weintrauben mit einem Hauch von Gewürzen
- Geschmack: süß, ausgewogen, samtig mit Anklängen von Muskat-Trauben, erinnert an Honig
- Alkoholgehalt: mindestens 11,0 Volumenprozent (der Wein muss mindestens 14 Vol.-% potentiellen Alkoholgehalt haben. Ein Teil des Zuckergehalts wird nicht vergoren und verbleibt als Restsüße im Wein)
- Säuregehalt: mind. 4,5 g/l
- Trockenextrakt: mind. 22 g/l